# Göran Bähr
Göran Bähr, även kallad Georg, Bär, Behr, Ursinius, född omkring 1595, död (avrättad) 11 september 1624, var en svensk ämbetsman.

## Biografi
Bähr var son till en tysk sekreterare i Karl IX:s kansli Melkior Bähr, som var Gustav II Adolfs lärare. Understödd av hertig Karl Filip studerade han i utlandet, konverterade där till katolska kyrkan, men dolde sin trosförändring och gick i tjänst först hos Karl Filip och senare i det kungliga kansliet. Efter en tid inkallade han till Sverige en jesuit, Heinrich Schacht. Den lilla katolska krets röjdes dock av en italiensk lutheran, med vars hustru Bähr hade inlett en kärleksaffär. Schacht torterades och släpptes, men Bähr och hans trosfränder, borgmästaren i Södertälje Zackarias Anthelius och prästen Nicolaus Campanius, avrättades.
Mer betydelsefulla än personen är de i Svea hovrätts arkiv bevarade rättegångshandlingarna, som ger en målande beskrivning från lägre ämbetsmannakretsars och den borgerliga medelklassens liv under tidigt 1600-tal. För katoliker i Sverige har Anthelius och Bähr haft betydelse som martyrer och förebedjare.